# Primeiro Consistório Ordinário Público de 1921
Bento 15 acrescentou seis prelados ao Colégio em 7 de março de 1921, dois alemães, dois espanhóis, um americano e um italiano. Os nomes foram anunciados em 22 de fevereiro.

## Cardeais Eleitores
| Nº                 | País               | Nome                        | Idade              | Cargo                           | Título ou Diaconia                                    |
| Cardeais eleitores | Cardeais eleitores | Cardeais eleitores          | Cardeais eleitores | Cardeais eleitores              | Cardeais eleitores                                    |
| ------------------ | ------------------ | --------------------------- | ------------------ | ------------------------------- | ----------------------------------------------------- |
| 1                  | Itália             | Francesco Ragonesi          | 70                 | núncio apostólico na Espanha    | Cardeal-Presbítero de São Marcelo                     |
| 2                  | Alemanha           | Michael von Faulhaber       | 52                 | Arcebispo de Munique e Frisinga | Cardeal-Presbítero de Santa Anastácia                 |
| 3                  | Estados Unidos     | Dennis Joseph Dougherty     | 55                 | Arcebispo da Filadélfia         | Cardeal-Presbítero de Santos Nereu e Aquileu          |
| 4                  | Espanha            | Juan Benlloch i Vivó        | 56                 | Arcebispo da Burgos             | Cardeal-Presbítero de Santa Maria em Ara Coeli        |
| 5                  | Espanha            | Francisco Vidal y Barraquer | 52                 | Arcebispo da Tarragona          | Cardeal-Presbítero de Santa Sabina                    |
| 6                  | Alemanha           | Karl Joseph Schulte         | 49                 | Arcebispo da Colônia            | Cardeal-Presbítero de Santos Quatro Mártires Coroados |

## Link Externo
- «Catholic Hierarchy» (em inglês)